# Protesti u Venecueli 2017.
Venecuelanski protesti 2017. godine bili su serija protesta koji su se dešavali širom Venecuele. Protesti su započeli u januaru 2017. godine nakon hapšenja višestrukih opozicionih lidera i otkazivanja dijaloga između opozicije i vlade Nikolas Madura.
Sa venecuelanskom ustavnom krizom iz 2017. godine, napetost je rasla i dodatno eskalirala krajem marta kada je provladin Vrhovni sud pravde (TSJ) raspustio opozicionu Nacionalnu skupštinu. Intenzitet protesta se uveliko povećao u celoj Venecueli nakon ove odluke. Početkom aprila, protesti su prerasli „u najborbenije od nemira iz 2014. godine“ koji je proizašao iz krize u državi  sa stotinama hiljada Venecuelanaca koji su svakodnevno protestvovali tokom aprila i maja. Nakon neuspelih pokušaja da spreče julske izbore za Ustavotvornu skupštinu, opozicija i ostali demonstranti izgubili su zamah i protesti su bili sve manji i slabiji.

## Pozadina
Nakon smrti predsednika Uga Čaveza, Venecuela se suočila sa teškom socijalno-ekonomskom krizom. Novi predsednik, Nikolas Maduro, nastavio je čavazovu politiku, uvodeći Venecuelu u još dublju krizu. Zbog visokog nivoa urbanog nasilja u zemlji, inflacije i hroničnog nedostatka osnovnih dobara, koji se pripisuju ekonomskim politikama, poput stroge kontrole cena, građanska pobuna u Venecueli kulminirala je u niz protesta koji su organizovani u periodu od 2014. do 2017. godine.
Protesti su organizovani nekoliko godina zaredom, a demonstracije su se odvijale u različitom intenzitetu u zavisnosti od krize sa kojom su se Venecuelanci suočavali u tom trenutku i straha od pretnji da će biti represirane od strane vlasti.
Zbog nezadovoljstva bolivarskom vladom, opozicija se izborila za većinu u Narodnoj skupštini, prvi put od 1999. godine, nakon parlamentarnih izbora održanih 2015. godine. Kao rezultat tih izbora, nacionalna skupština, sastavljena od vladinih zvaničnika, postavila je mnoge saveznike na ključna mesta u Vrhovnom sudu pravde (TSJ).
Početkom 2016. godine, Vrhovni sud pravde je utvrdio da je bilo nepravilnosti u glasanju tokom parlamentarnih izbora 2015. godine i oduzeo je četvorici poslanika poslanička mesta, i time sprečavajući opozicionu premoć u Narodnoj skupštini koju bi mogla da izazove predsednika Maduro. Tada je sud počeo da odobrava višestruke funkcije koje je vršio Maduro i dodelio mu veća ovlašćenja.
Posle suočavanja sa godinama krize, venecuelanska opozicija sprovela je referendum o opozivu predsednika Madura, podnevši peticiju Nacionalnom izbornom veću (CNE) 2. maja 2016. godine. Do avgusta 2016. godine, činilo se da zamah za opoziv predsednika Madura napreduje dok je CNE određivao datum za drugu fazu prikupljanja potpisa. Iako je proces bio naporan, njegovo odugovlačenje u 2017. godini  onemogućilo je opoziciji da aktivira nove predsedničke izbore.
CNE je 21. oktobra 2016. godine prekinuo referendum samo nekoliko dana pre održavanja skupova prikupljanja potpisa.
CNE je za razlog otkazivanja referenduma okrivio navodnu prevaru birača. Međunarodni posmatrači kritikovali su taj potez, navodeći da je odluka CNE učinila da Maduro izgleda kao da priželjkuje vlast diktatora.
Nekoliko dana nakon što je otkazan pokret za opoziv, 1,2 miliona Venecuelana protestovalo je širom zemlje protiv tog poteza, zahtevajući od predsednika Madura da napusti funkciju. Protesti u Karakasu ostali su mirni, dok su protesti u drugim državama rezultirali sukobima između demonstranata i vlasti, pri čemu je jedan policajac umro, 120 ljudi ranjeno i 147 uhapšeno. Tog dana opozicija je predsedniku Maduru dala rok do 3. novembra 2016. za održavanje izbora, a lider opozicije Enrike Kapriles izjavio je: "Danas dajemo rok vladi. Kukavici koja je u palati Miraflores kažem ... da je 3. novembra dan kada narod Venecuele dolazi u Karakas jer mi idemo na Miraflores“.
Nekoliko dana kasnije, 1. novembra 2016. godine, tadašnji predsednik Narodne skupštine i lider opozicije Henri Ramos Aljup najavio je otkazivanje marša do predsedničke palate Miraflores, planiranog za 3. novembra, započevši dijalog između opozicije i vlade koji je vodio Vatikan.
Do 7. decembra 2016. dijalog obe strane su prekinule dijalog, a dva meseca kasnije, 13. januara 2017. godine, nakon pregovora, Vatikan se zvanično povukao iz dijaloga.

## Retrospektiva događaja
U prvim mesecima 2017. godine, protesti su bili mnogo manje, najčešće zbog straha od represije. Prvi veliki protest održan je 23. januara, uz učešće nekoliko hiljada Venecuelanaca. Nakon tog protesta, opozicioni lider Enrike Kapriles izjavio je da će sledeća okupljena biti samo „protesti iznenađenja“, bez prethodne najave.
Već sledećeg dana održan je jedan iznenadni protest koji je okupio samo nekoliko stotine Venecuelanaca. Međuti, iako brojčano slabiji, uspeli su da blokiraju autoput Fransiska Faharda, držeći transparent na kojem je pisalo „Izbori sada“. Venecuelanskim vlastima trebalo je sat vremena da se organizuju i suprostave demonstrantima i ovaj protest je protekao relativno mirno bez značajnih incidenata. U narednom periodu nisu organizovani iznenadni skupovi.

### Ustavna kriza
Dana 29. marta 2017. Venecuelu je zahvatila ustavna kriza, oduzimanjem imuniteta parlamentarcima iz opozicije od strane Vrhovnog suda pravde Venecuele (шп. Tribunal Supremo de Justicia; TSJ), pri čemu je Vrhovni sud preuzeo zakonodavna ovlašćenja Nacionalne skupštine koja je bila pod kontrolom opozicije. Nekoliko dana kasnije, tačnije 1. aprila, Vrhovni sud preinačio je svoju odluku, ali je opozicija i dalje tvrdila da je pravna akcija i dalje „puč“. Protesti nakon ustavne krize prerasli su „u najborbenije još od talasa nemira iz 2014. godine“. Nedeljama kasnije, 14. aprila 2017. godine, opozicija je najavila „Veliki pohod i veliko zauzimanje u svim državama“, kasnije poznat kao „Majka svih marševa“, koji će se održati 19. aprila kako bi „preplavio“ Karakas.

### Majka svih marševa
Dana 19. aprila 2017. godine odigrala se „Majka svih marševa“, kako su je nazvali organizatori. Dan je započeo okupljanjem demonstranata širom zemlje oko 10.30 ujutru, a Karakas je imao 26 različitih ruta za glavni marš koji je trebalo da krene do kancelarije ombudsmana. Kako je marš napredovao kroz Karakas, Nacionalna garda je počela da blokira puteve i ispaljuje suzavac na učesnike marša u 11:50, a demonstranti su odbili da odu uprkos upotrebi sile. U oko 12.30 sati demonstracije opozicionih i provladinih Venecuelanaca ispunjavaju avenije Karakasa. Nešto posle 12:45 popodne, demonstranti na autoputu Fransiska Faharda u blizini Beljo Montea počinju da beže sa tog područja nakon što su izdržali više od sat vremena upotrebe suzavca od vladinih snaga, a mnogi su skočili u reku Guaire, koja se koristi za odvod kanalizacije, kako bi izbegli gas. Oko 14:10, na protestima je pogođen i ubijen sedamneastogodišnji dečak.
U oko 16:35, provladine paravojne formacije pozvane kolektivos pucale su i ubile Paolu Ramirez, dvadesettrogišnjakinju koja je protestovala protiv vladine politike. Kasnije, u večernjim satima, južno od Karakasa ubijen je pripadnik Nacionalne garde, prvi autoritet ubijen u protestima te godine. Najmanje osam ljudi je izgubilo život na ovom protestu. Do 21:00, Kazneni forum je izjavio da je tokom dana uhapšen 521 Venezuelac, čime je broj ukupnih hapšenja od početka godine prešao 1.000. Nekoliko medija izjavilo je da je na demonstracijama učestvovalo „stotine hiljada“ ljudi, dok je profesor matematike na Centralnom univerzitetu Rikardo Rios procenio da je najmanje 1,2 miliona protestovalo, što bi bio najveći protest u istoriji Venecuele. Prema istraživaču ankete Meganalisis, 2,5 miliona Venecuelanaca protestovalo je samo u Karakasu, dok je 6 miliona protestovalo širom zemlje.

## Hakerski napadi
Dana 6. maja 2017. godine, prijavljeno je da su dve osobe na Tviteru, @yosoyjustin i @ERHDP nazivajući sebe TeamHDPP, izvršili napade na sajtove nekoliko vladinih agencija i internet portala, hakujući informacije identifikacionih kartica (Venecuelanske lične karte, шп. Carnet de la patria). Haker @yosoyjsutin izjavio je da su hakovanja odmazd „za sve pale Venecuelance u protestima iz prethodnih dana. Njihova smrt neće biti uzaludna.“ Među hakovanim podacima našli su se brojevi telefona, adrese e-pošte, nalozi i ostali lični podaci vlasti i državnih zvaničnika, uključujući i pripadnike Nacionalne bolivarske policija, CICPC-a, SEBIN-a, i CONATEL-a. Kompromitovani su i podaci predsednika Nikolasa Madura, njegove supruge, prve dame Sileije Fores, ministra za komunikaciju i informisanje Ernesta Viljegasa, Diosdada Kabela, kancelarke Delsi Rodrigez, admirala Karmena Tereza Melendeza Rivasa i mnogih drugih zvaničnika. Hakeri su izjavili da poseduju „više od 450 PDF datoteka i više od hiljadu transkriptovanih razgovora“.
Nakon izbora za Ustavotvornu skupštinu 2017. godine, hakerska grupa The Binary Guardians (Binarni čuvari), napali su više venecuelanskih vladinih i vojnih veb stranica postavljajući svoje antivladine poruke i pozive upućene vojsci da se okrenu protiv vlade.
Dana 6. avgusta MUD je osudio drugi upad na njihovom sajtu. Sajt je pretrpeo veliki napad i na njemu je okačen govor američkog predsednika Donalda Tramp i francuskog političar Žan-Lok Melanšona.

## Mediji

### Napadi na novinare
U prvim danima protesta 12. aprila, Komitet za zaštitu novinara (CPJ) izdao je savet novinarima, navodeći:
| „ | Lokalni i međunarodni novinari koji izveštavaju o protestima napadnuti su, pretučeni, uhapšeni i poprskani suzavcem, a oduzeta i ukradena oprema im je oprema. ... Novinari koji su izveštavali o tom događaju rekli su CPJ da su vlasti ispaljivale suzavac u gužvu iz neposredne blizine. ... Lokalnim i međunarodnim medijima je sve teže da posluju u Venecueli zbog opstrukcije vlade. Policija i naoružane provladine bande hapsile su, maltretirale i napadale novinare. Napadi su se dogodili usred bela dana, a provladine bande ukrale su medijsku opremu. | ” |

CPJ je ponudio savete o tome kako izbeći agresiju, kako reagovati na suzavac i kako kontaktirati organizaciju da bi prijavio bilo kakav napad na novinare.
Tokom Majke svih marševa, službenik bolivarske nacionalne policije opljačkao je novinara El Nacionala. Sledećeg dana, 20. aprila, u blizini La Indije, više od 50 simpatizera vlade napalo je trojicu novinara El Nacionala, tukući ih palicama, istovremeno bacajući kamenje i flaše na njih. Jedan od novinara uspeo je da snimi incident.
Dana 6. maja, tokom Ženskog marša, državne vlasti širom zemlje napale su izveštače. U San Karlosu, u Kohedesu , Aleksandra Olvera šutnuo je Nacionalni gardista dok je izveštavao o protestima. Reporterki El Pitaza, Džesiki Sumozi, oduzeta je oprema u Karakasu, dok je u Aragui lokalna policija kamenom udarila reportera Gabi Aguilar u lice. U međuvremenu, Aleksandar Medina iz Radio Fe i Alegria (Fe y Alegría) bio je okružen vlastima u San Fernandu, Apureu, koji su pozivali na linč izveštača.
Tokom protesta 8. maja zabeleženo je 19 prijava o napadima na novinare, pri čemu je pet slučajeva uključivalo demonstrante koji su pokušavali da opljačkaju novinare, dok je u ostalih 15 slučajeva napad bio od strane venecuelanskih vlasti i kolektivosa.
Dana 10. maja, dvadesetsedmogodišnji Migel Castiljo Bračo, novinar koji je diplomirao nedelju dana ranije, umro je nakon što je Nacionalna garda ispalila suzavac u grudi, dok je već bio u pritvoru. Nacionalna garda je 18. maja napala četvoricu novinara i ukrala im opremu. Među novinarima su bili Eugenio Garsia iz Španije, Hermina Rodrigez iz Globovision, Andri Rinkon iz Vivoplaynet-ei Kevin Viljamizar iz El Nacionala.
Tokom protesta 20. maja, grafički novinar La Patille povređen je u Čakaitou nakon što je u njega ispaljen suzavac.

### Cenzura
Predsednik Maduro naredio je dobavljačima kablovskih usluga da 14. februara 2017. godine isključe CNN na španskom, samo nekoliko dana nakon što je CNN pokrenuo istragu o navodnom prevarama u postupcima izdavanja venecuelanskih pasoša i viza. Televizija je otkrila poverljivi obaveštajni dokument koji je povezivao venecuelanskog potpredsjednika Tareka El Ajsamijasa sa postupkom izdavanja 173 venecuelanskih pasoša i ličnih karta izdatim pojedincima sa Bliskog istoka, uključujući ljude povezane sa terorističkom grupom Hezbolah.
Tokom Majke svih marševa 19. aprila, satelitski signal TN-a cenzurisan je signal DirecTV nakon prikazivanja praćenja protesta uživo. El Tiempo iz Kolumbije je takođe cenzurisan u Venecueli tokom višednevnih protest. Nacionalna komisija za telekomunikacije uklonila je španski kanal Antena 3 sa kablovskih prenosnika, nakon glasina da će oni pokrivati političku krizu u Venecueli.

## Međunarodne reakcije
Venecuelanci i aktivisti uznemiravali su vladine zvaničnike i njihove porodice koje su uživale u luksuznom načinu života u poređenju sa venecuelanskim građanima. Najveći prihod venecuelanskog zvaničnika bio je približno 700 dolara godišnje. Uprkos tome, porodice državnih službenika mahom žive u inostranstvu i čak pohađaju strane univerzitete.
Kćerka gradonačelnika Karakasa i bolivarskog zvaničnika Horhea Rodrigeza, Lucia Rodrigez, koja je takođe nećakinja ministra spoljnih poslova Delsija Rodriguez, boravi u Australiji pohađajući SAE Institut. Aktivisti za ljudska prava kritikovali su njen način života u Australiji. Oni su verbalno napali Rodrigezovu dok je bila na plaži Bondi ispijajući koktele i zahtevajući, od ličnog obezbeđenja, da interveniše njen lični. Bivši ministar bankarstva iz perioda Čavezove vladavine, Euhenio Vaskez Oreljana, je takođe bio maltretiran. Njega su napali dok je jeo u venecuelanskoj pekari u Doralu na Floridi. Dana 11. maja, Venecuelanci u Španiji opkolili su kulturni centar sprečavajući venecuelanskog ambasador Maria Isea da ode. On je kasnije ovaj incident okarakterisao kao „otmica“.
Predsednik Maduro uporedio je verbalne obračune simpatizera bolivarskih naroda u inostranstvu sa nacističkim progonom Jevreja, rekavši „Mi smo Jevreji 21. veka“. Konfederacija izraelskih udruženja Venecuele osudila je Madurovo poređenje sa Holokaustom, navodeći da je „Ta epizoda u istoriji čovečanstva koja je odnela 6 miliona Jevreja, među njima 1,5 miliona dece, jedinstvena i neuporediva“ i da njegovo poređenje „vređa sećanje na žrtve i sve one koji su direktno pogođeni ovom mračnom epizodom čovečanstva“.